# Artuchizi
Artuchizii (cunoscuți și sub alte denumiri, ca Artuqizi, Ortochizi ori Ortoqizi) a fost o dinastie turkmenă care a condus în Anatolia de Est, nordul Siriei și Irakul de Nord în secolele XI și XII. Dinastia Artuchidă și-a luat numele de la fondatorul ei, Zaheer-ul-Daulah Artuk Bei, care făcea parte din ramura Döger a familie Oghuz și a fost unul dintre atabeilicii turkmeni ai Imperiului Selgiuc. Trei ramuri ale familiei au domnit în regiune: descendenții lui Sokmen Bei au condus din Hasankeyf între 1102 și 1231; Ramura lui Necmeddin Ilgazi a domnit din Mardin între 1106 și 1186 (și până în 1409 ca vasali); și linia Maiafarikin Artuchid a domnit în Harput începând cu 1112 și a fost independentă între anii 1185 și 1233.
Conducătorii Artuchizi au construit multe clădiri publice, cum ar fi moschei, bazaruri, poduri, spitale și băi, în supușilor lor. Au lăsat un important patrimoniu cultural contribuind la literatura și arta prelucrării metalelor. Mânerele ușilor din marea Moschee din Cizre sunt exemple unice de artizanat de prelucrare a metalelor pe timpurile lor, care poate fi văzut în Muzeul de Arte Turce și Islamice din Istanbul, Turcia.
Ultimii artuchizi au fost detronați odată cu anexarea de către Statul Qaraqoyunlu la începutul anilor 1400.